# Consultoria empresarial
Consultoria empresarial é um serviço fornecido por empresas especializadas ou profissionais capacitados para diagnosticar ou formular soluções acerca de um assunto ou especialidade para o meio empresarial.
Antigamente, era utilizada nas aldeias, nas pequenas cidades, nos convívios sociais, e geralmente eram os sábios os julgados mais experientes, os líderes que aconselhavam seu povo em diferentes assuntos, não com os mesmos termos e conceitos que são utilizados hoje, mas com o mesmo intuito de buscar a melhor maneira de se administrar se não os negócios, a própria vida e o convívio social.
Hoje em dia, a consultoria é muito utilizada de maneira formal dentro das empresas, no entanto, não se limitando a elas. Os desafios empresariais estão cada vez maiores e mais graves. A perda do controle, a incessante busca pela redução de custos, as alterações em leis e regulamentações, a fragmentação das atividades são alguns exemplos das atuais dificuldades que comprovam a urgência do conhecimento dentro das organizações. Assim, muitas empresas buscam no ambiente externo esse conhecimento, para que possam receber uma visão mais crítica e imparcial para auxiliá-las.
No nosso dia-a-dia, muitas são as vezes em que nós mesmos agimos como consultores ou buscamos algum consultor para nos ajudar com nossas dúvidas. No simples fato de pedir opinião sobre qual roupa usar, ou ainda dizer a alguém o que pensa sobre determinado assunto que diz respeito à sua vida, essas são maneiras informais de se ter consultoria no nosso cotidiano.
Como objetivos específicos, a consultoria empresarial propõe:
1. elaborar um diagnóstico das áreas funcionais da empresa em questão;
2. identificar seus pontos fortes e pontos fracos;
3. identificar suas ameaças e oportunidades;
4. propor soluções e mudanças específicas para as áreas julgadas mais necessitadas após a análise.

Os fatores de desafios encontrados dentro de uma empresa não são finitos. Em cada época da empresa se tem um fator que tem que ser resolvido com mais prioridade, mas geralmente esse mesmo fator está ligado a vários outros. Um se resolve, começa outro que está ligado ao primeiro e assim por diante.
Os gestores têm que estar sempre em constante acompanhamento com tudo o que acontece e ir adaptando a empresa de acordo com as exigências do momento. Porém, com a aceleração do mercado,  a exigência de rapidez nas tomadas de decisão e principalmente as mudanças que o mercado exige, constantemente a consultoria é uma ótima opção e acaba se tornando fundamental dentro da organização.